# Postage Currency
Postage Currency is een Amerikaanse serie van twee postzegels en vier postale muntbiljetten met een nominale waarde van 5, 10, 25 en 50 dollarcent die door US Post Office werd uitgegeven op 21 augustus 1862. Hiertoe werd het ontwerp van bestaande postzegels van 5 en 10 dollarcent, met afbeeldingen van Thomas Jefferson en George Washington, gedrukt op papier voor bankbiljetten, met een versiering eromheen. Op de muntbiljetten van 25 en 50 dollarcent waren vijf postzegels van respectievelijk 5 en van 10 dollarcent afgebeeld.
Deze muntbiljetten werden door US Post uitgegeven vanwege de schaarste aan munten in de geldcirculatie. Bij betalingen op het postkantoor kreeg men deze muntbiljetten als wisselgeld. Hiermee kon men op het postkantoor weer postzegels kopen. Deze muntbiljetten konden officieel worden omgewisseld in bankbiljetten van 5 $ en ze konden worden gebruikt voor de betaling van belastingen enz. aan de staat tot een bedrag van 5 $.
Na het uitbreken van de Amerikaanse Burgeroorlog werd muntgeld gehamsterd, omdat algemeen werd gevreesd dat bankbiljetten waardeloos zouden worden, vooral aan de verliezende kant. Door het gebrek aan kleingeld werd allerlei particulier wisselgeld geproduceerd, in de vorm van "tokens", schuldbewijzen e.d. — en ook postale muntbiljetten.